# 瓦西里基夫齊 (喬爾特基夫區)
49°5′40″N 26°4′18″E / 49.09444°N 26.07167°E

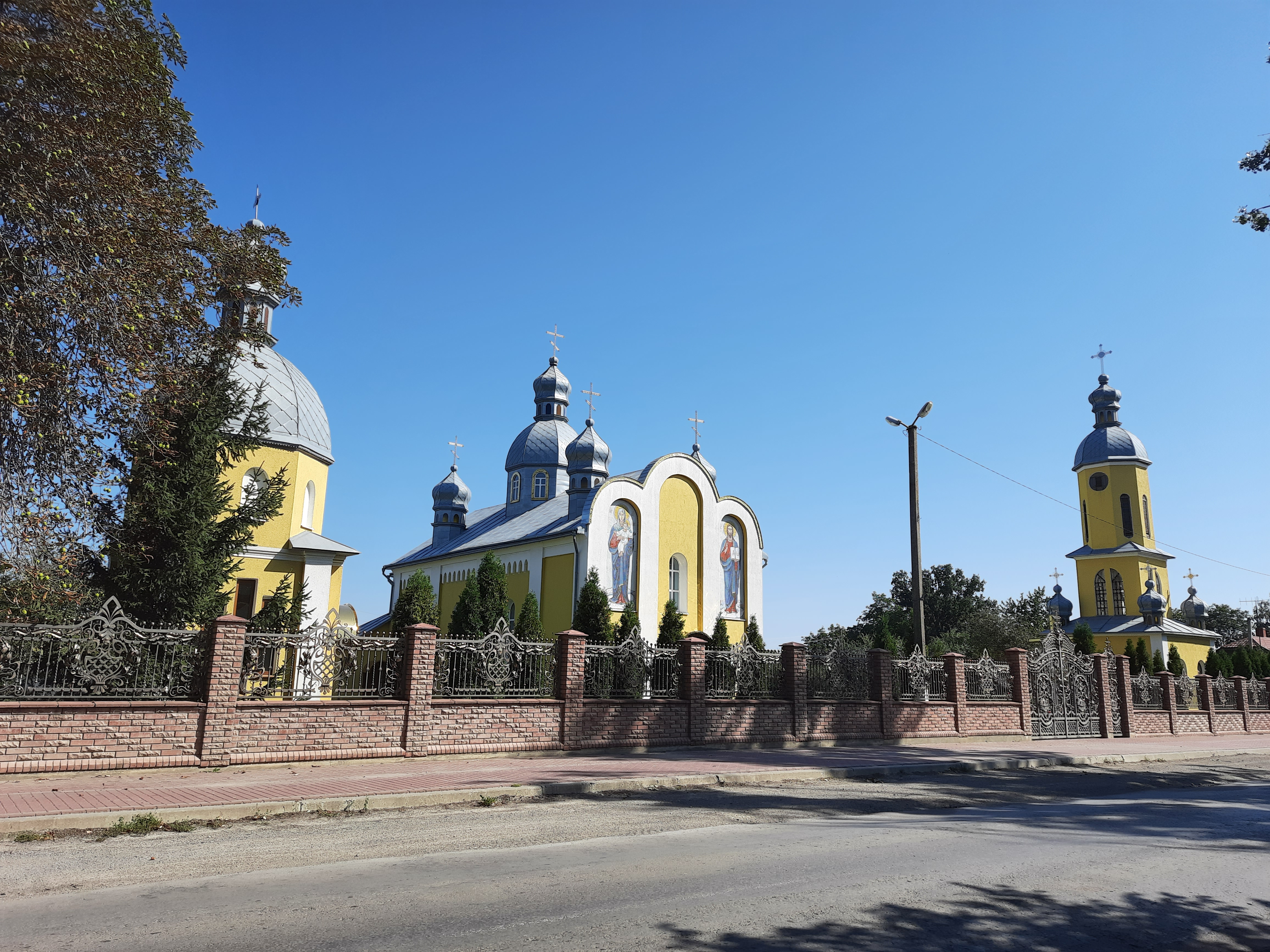
当地教堂

瓦西里基夫齊（烏克蘭語：Васильківці），是烏克蘭西部捷爾諾波爾州喬爾特基夫區瓦西里基夫齐市镇内的村庄及其行政中心。距離克羅古列齊和恰巴里夫卡2公里，始建於1573年，面積29.33平方公里，2001年人口1,371。